# Fútbol Club Cartagena 2020-2021
Questa voce raccoglie le informazioni riguardanti il Fútbol Club Cartagena nelle competizioni ufficiali della stagione 2020-2021.

## Rosa
| N. |                    | Ruolo | Calciatore                      |
| -- | ------------------ | ----- | ------------------------------- |
| 1  | Spagna (bandiera)  | P     | Marc Martínez                   |
| 2  | Spagna (bandiera)  | D     | David Andújar                   |
| 3  | Spagna (bandiera)  | D     | David Forniés                   |
| 4  | Spagna (bandiera)  | D     | Álex Martín                     |
| 5  | Spagna (bandiera)  | C     | Sergio Aguza                    |
| 6  | Spagna (bandiera)  | C     | Miguel Ángel Cordero (capitano) |
| 7  | Spagna (bandiera)  | A     | Rubén Castro                    |
| 8  | Spagna (bandiera)  | C     | Verza                           |
| 9  | Spagna (bandiera)  | A     | Simón Moreno                    |
| 10 | Spagna (bandiera)  | C     | Álex Gallar                     |
| 11 | Spagna (bandiera)  | C     | Elady Zorrilla                  |
| 12 | Scozia (bandiera)  | A     | Jack Harper                     |
| 13 | Polonia (bandiera) | P     | Marcin Bułka                    |
| 14 | Spagna (bandiera)  | C     | Berto Cayarga                   |
| 15 | Spagna (bandiera)  | D     | David Simón                     |
| 16 | Spagna (bandiera)  | C     | José Ángel Jurado               |

| N. |                      | Ruolo | Calciatore             |
| -- | -------------------- | ----- | ---------------------- |
| 17 | Brasile (bandiera)   | C     | William De Camargo     |
| 18 | Panama (bandiera)    | C     | Adalberto Carrasquilla |
| 19 | Spagna (bandiera)    | C     | Sergio Lozano          |
| 20 | Spagna (bandiera)    | D     | Carlos Moreno          |
| 21 | Spagna (bandiera)    | C     | Pablo Clavería         |
| 22 | Spagna (bandiera)    | D     | Julián Delmás          |
| 23 | Spagna (bandiera)    | C     | Nacho Gil              |
| 24 | Spagna (bandiera)    | D     | Alberto de la Bella    |
| 25 | Perù (bandiera)      | D     | Jean-Pierre Rhyner     |
| 26 | Albania (bandiera)   | C     | Kleandro Lleshi        |
| 27 | Spagna (bandiera)    | P     | Esteve Peña            |
| 30 | Spagna (bandiera)    | D     | Uriel Jové             |
|    | Spagna (bandiera)    | D     | Antoñito               |
|    | Argentina (bandiera) | C     | Pablo de Blasis        |
|    | Argentina (bandiera) | P     | Leandro Chichizola     |
|    | Croazia (bandiera)   | D     | Toni Datković          |